# Орлънд (град, Калифорния)
Орлънд (на английски: Orland) е град в окръг Глен, щата Калифорния, САЩ. Орлънд е с население от 7656 жители (по приблизителна оценка от 2017 г.) и обща площ от 6,6 km². Намира се на 79 m надморска височина. ЗИП кодовете му са 95963, а телефонният му код е 530.